# رشاد محمد العليمي
رَشاد مُحَمَّد العَلِيمِي (من مواليد 15 يناير 1954) هو رئيس مجلس القيادة الرئاسي في اليمن والقائد الأعلى للقوات المسلحة اليمنية منذ 7 أبريل 2022 بعد قرار الرئيس هادي بنقل صلاحياته لمجلس القيادة الرئاسي عقب المشاورات اليمنية-اليمنية في العاصمة السعودية الرياض.
أصيب العليمي في حادثة تفجير مسجد النهدين الكائن بدار الرئاسة أثناء صلاة الجمعة الذي استهدف الرئيس اليمني السابق علي عبد الله صالح وقيادات في الدولة في 3 يونيو 2011 ونُقل على إثرها مع الرئيس وبقية المصابين إلى السعودية لتلقي العلاج، وعاد إلى صنعاء في 13 يونيو 2012 بعد عام من العلاج في السعودية وألمانيا. تم اختياره رئيسًا لمجلس القيادة الرئاسي اليمني في 7 أبريل 2022.
في 1 فبراير 2025، دعا رئيس مجلس القيادة الرئاسي اليمني، رشاد العليمي، إلى تحرك دولي حاسم لإنهاء الصراع المستمر في اليمن، والذي كلف البلاد أكثر من 500 ألف حياة. وأكد العليمي أن هناك حاجة ملحة لدعم المجتمع الدولي لتحقيق السلام والاستقرار في البلاد.

## المؤهلات العلمية
- بكالوريوس في العلوم العسكرية من كلية الشرطة - الكويت 1975. وكان ترتيبه الثالث على الدفعة.
- ليسانس آداب من كلية الآداب جامعة صنعاء عام 1977.
- ماجستير في علم الاجتماع من جامعة عين شمس بدرجة امتياز - مصر 1984م.
- دكتوراه في علم الاجتماع من جامعة عين شمس مع مرتبة الشرف الأولى - مصر 1988.

## المناصب التي تولاها
- عمل في كلية الشرطة بصنعاء من العام 1975 إلى العام 1978.
- عمل في إدارة البحث الجنائي من العام 1978 إلى العام 1981.
- أستاذاً في جامعة صنعاء عام 1989.
- مديراً للشؤون القانونية بوزارة الداخلية في العام 1989.
- رئيساً لمصلحة الهجرة والجوازات في العام 1994.
- مديراً لأمن محافظة تعز في العام 1996.
- وزيراً للداخلية 2001.
- نائباً لرئيس الوزراء وزيراً للداخلية في 2006.[7]
- نائباً لرئيس الوزراء لشؤون الدفاع والأمن - مايو 2008.
- نائبا لرئيس الوزراء لشؤون الدفاع والأمن وزيراً للإدارة المحلية - نوفمبر 2008.
- رئيس اللجنة الأمنية العليا منذ العام 2006.
- عضو اللجنة العامة لحزب المؤتمر الشعبي العام.
- عضو مؤتمر الحوار الوطني اليمني.[8]
- مستشار رئيس الجمهورية فبراير 2014.[9]
- رئيس مجلس القيادة الرئاسي أبريل 2022.[5]

| المناصب السياسية     | المناصب السياسية                 | المناصب السياسية      |
| -------------------- | -------------------------------- | --------------------- |
| سبقه عبد القادر هلال | وزير الإدارة المحلية 2008 - 2011 | تبعه علي محمد اليزيدي |
| سبقه حسين محمد عرب   | وزير الداخلية 2001 - 2007        | تبعه مطهر رشاد المصري |

## وصلات خارجية
- الحكومة اليمنية نسخة محفوظة 13 ديسمبر 2020 على موقع واي باك مشين.
- المركز الوطني للمعلومات - الحكومة الحالية
- وزارة الإدارة المحلية الصفحة الرسمية